# 福山市立加茂中学校
福山市立加茂中学校（ふくやましりつかもちゅうがっこう）は広島県福山市加茂町下加茂にある男女共学の公立中学校。

## 沿革
- 1947年4月1日 - 新学制発足により加茂村立加茂中学校が発足する。
- 1949年4月1日 - 一村一中学校制が自治体財政の困窮により行き詰まったことから加法村立加法中学校と統合して加法村加茂村学校組合立深安中学校に改称する。
- 1953年3月6日 - 広島県神辺高等学校広瀬分校が、広瀬村立広瀬小学校から同校の設置場所に位置変更認可。[2][注 1][注 2]
- 1955年4月9日 広島県神辺高等学校深安分校が、駅家町立自彊小学校の一部に位置変更認可。[2]
- 1955年3月31日 - 深安郡加茂・広瀬・山野各村が統合して深安郡加茂町が発足したことに伴い加茂町加法村学校組合立深安中学校に改称する。
- 1956年9月30日 - 深安郡加法村が芦品郡駅家町（法成寺地区の大部分）と深安郡加茂町（下加茂地区全域と法成寺地区の一部）に分割されたことに伴い駅家町加茂町学校組合立深安中学校に改称する。
- 1964年4月1日 - 芦品郡駅家町法成寺地区の生徒を駅家町立駅家中学校に移したことに伴い駅家町加茂町学校組合は解散する。それに伴い加茂町立加茂中学校に改称する。
- 1975年2月1日 - 深安郡加茂町が福山市に編入されたことに伴い福山市立加茂中学校と改称する。
- 2023年4月1日 - 福山市立加茂中学校・福山市立広瀬中学校・福山市立山野中学校が統合し、福山市立加茂中学校開校[3]

## 校名の由来
- 深安郡加茂村及び深安郡加茂町（いずれも当時）にあることから。

## 概要
- 深安郡加茂町→福山市加茂町の南部、あるいは福山市加茂町の大部分を学区とする中学校。かつては田園地帯だったが、国道182号（国道314号重用）バイパス建設を契機に特に南部地区では区画整理や宅地開発が行われた。しかし、駅家や神辺より奥まっていることや平地が狭いこともあってかあまり商業集積は見られず、学校を新設するような大幅な人口増加も見られない。
- 学区は住宅街や田園地帯、山岳地帯と変化に富んでおり、範囲は広大である。

## 学区
- 特別の事情がない限り福山市立加茂小学校の児童全員が進学することになっている。学区は以下の通りである。

福山市立加茂小学校区
- 山野町、加茂町[4]

※加茂町北山の一部は地理的事情から福山市立広瀬中学校が存続していた。福山市立広瀬中学校跡には、小中施設一体型の特認校である福山市立広瀬学園が設置されている。

## 学区の地理

### 主要施設
- 福山市役所加茂支所
- 福山市民病院加茂診療所（旧：加茂町立病院）
- 駅家・加茂地区内陸型複合団地…中国新聞の印刷工場などが進出している。

### 名所・旧跡・観光地
- 井伏鱒二生家
- 四川ダム
- 姫谷焼窯跡…江戸時代に短期間で廃れた焼物の産地の跡。
- 中国自然歩道

### 教育機関（小学校以上）
- 福山市立加茂小学校
- 広島県立福山北特別支援学校…旧：広島県立福山北養護学校。厳密には所在地表示は福山市駅家町法成寺であるが、その敷地には1965年まで駅家町立自彊小学校があり、深安郡加法村分村前は福山市加茂町下加茂地区の児童も通っていた。旧広島県立自彊高等学校校地にある。

## アクセス
- 最寄のバス停は中国バス加茂中学前バス停である。JR山陽新幹線・山陽本線・福塩線福山駅前から四ツ角経由油木行または高蓋行、中国中央病院経由粟根行のバスに乗ると良い。